# Live at Donington
Live at Donington è il quarto album dal vivo del gruppo musicale britannico Iron Maiden, pubblicato l'8 novembre 1993 dalla EMI.

## Descrizione
Registrato durante il Monsters of Rock Festival svoltosi a Castle Donington in Inghilterra il 22 agosto 1992, si tratta dell'ultimo disco con il cantante Bruce Dickinson (il quale sarebbe rientrato nel gruppo nel 1999). I 70.000 spettatori presenti a questa data del Fear of the Dark Tour hanno poi avuto occasione di veder salire sul palco anche l'allora ex chitarrista Adrian Smith nel brano conclusivo del concerto, Running Free. L'album è stato rimasterizzato nel 1998 ed integrato di tracce CD-ROM contenenti fotografie e biografie e di un libretto di 24 pagine.

## Tracce
CD 1
1. Be Quick or Be Dead - 3:53
2. The Number of the Beast - 4:54
3. Wrathchild - 2:54
4. From Here to Eternity - 4:44
5. Can I Play with Madness - 3:33
6. Wasting Love - 5:37
7. Tailgunner - 4:07
8. The Evil That Men Do - 7:58
9. Afraid to Shoot Stranger - 6:53
10. Fear of the Dark - 7:11
11. Bring Your Daughter... To the Slaughter - 6:16

CD 2
1. The Clairvoyant - 4:23
2. Heaven Can Wait - 7:20
3. Run to the Hills - 3:56
4. 2 Minutes to Midnight - 5:38
5. Iron Maiden - 8:14
6. Hallowed Be Thy Name - 7:28
7. The Trooper - 3:53
8. Sanctuary - 5:18
9. Running Free - 7:54

## Formazione
Gruppo
- Bruce Dickinson – voce
- Dave Murray – chitarra
- Janick Gers – chitarra
- Steve Harris – basso
- Nicko McBrain – batteria

Altri musicisti
- Michael Kenney – tastiere
- Adrian Smith – chitarra in Running Free